# Les Fromageries occitanes
La société Les Fromageries occitanes, basée à Toulouse, est une entreprise de l'industrie agroalimentaire créée en 1994. Elle possède 21 établissements secondaires de transformation fromagère. C'est une filiale de la coopérative Sodiaal.
Les Fromageries occitanes sont spécialisées dans le conditionnement de fromages fabriqués par la maison mère avec les laits de vache, chèvre ou brebis, la réalisation de l'affinage, de la sélection ainsi que la découpe spécifique de fromages et de conditionnement modernes.

## Sites
Certaines unités mentionnées ci-dessous ont été cédées ou démantelées (actualisation commentée bienvenue). D'autres bénéficient d'investissements importants. 

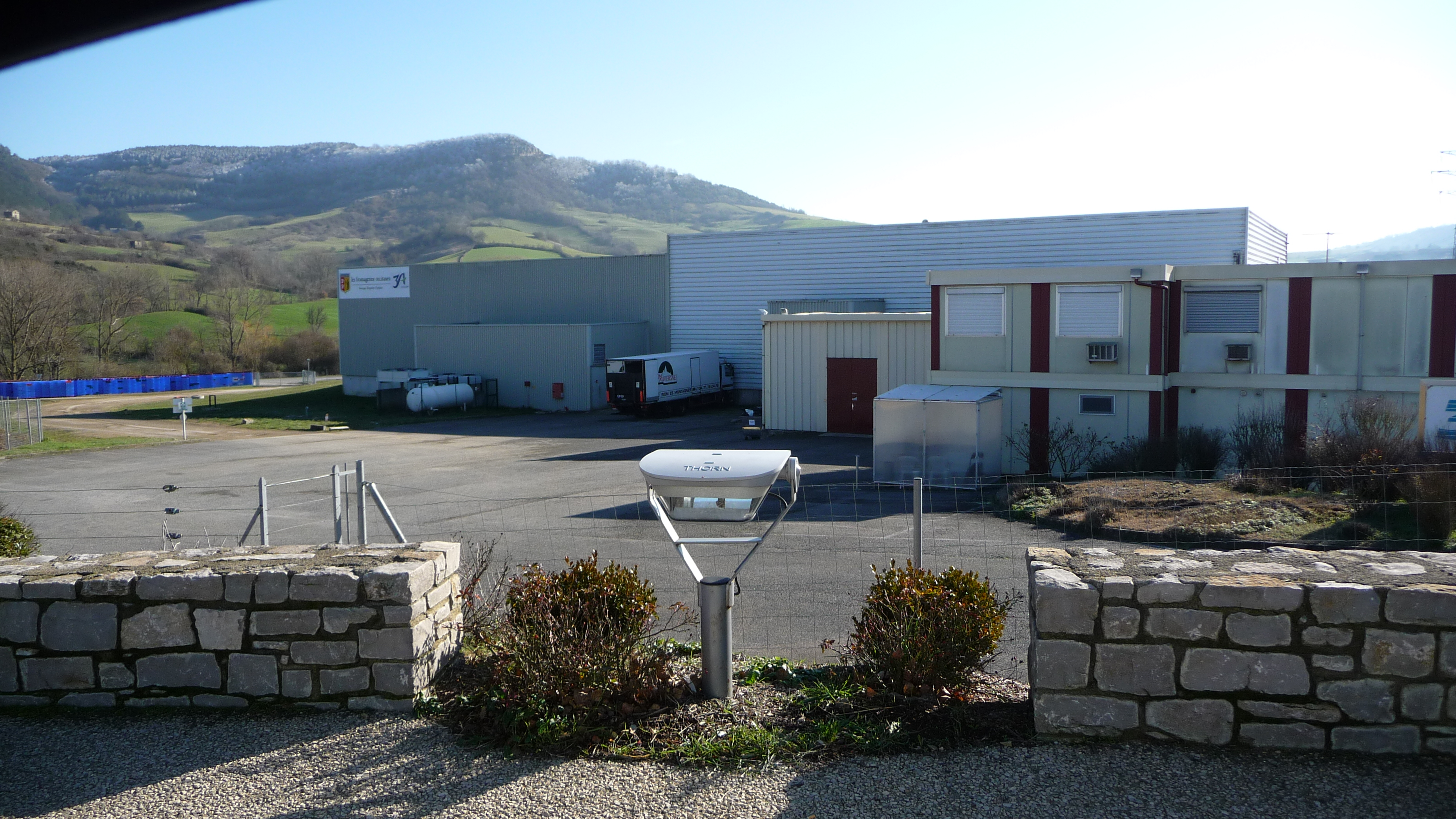
Usine fromagère Les Fromageries occitanes à Lauras (commune de Roquefort-sur-Soulzon) dans l'Aveyron.

- 09800 Bethmale - Samortein (Fromagerie Bamalou)
- 12400 Montlaur - Le Petit Lyon
- 12250 Roquefort-sur-Soulzon - Lauras (zone industrielle)
- 15100 Saint-Flour - Croix de Montplain (zone industrielle)
- 15100 Saint-Flour - 2 rue Léopold Chastang (Centre Lait-Union Coop Agricoles)
- 15100 Saint-Flour - 32 avenue de la République (St-Flour le bas)
- 15100 Mentières - Les Pouzès
- 15170 Talizat -  La Pradoune
- 15170 Celles - Le Moulin de Celles (renvoi à Talizat La Pradoune, ci-dessus)
- 15220 Saint-Mamet-La-Salvetat - lieu-dit Bedoussac
- 15270 Lanobre - rue Veillac Petit
- 15300 Murat - ZAC Le Martinet, les Clages -D39 dite aussi route d'Albepierre-
- 15320 Loubaresse - La Gare
- 15320 Chaliers - Prat long (renvoi à la gare de Loubaresse)
- 15400 Riom-es-Montagnes - rue de la Santoire Zi du Sedour (affinage)
- 15400 Riom-es-Montagnes - 14 rue des 4 frères Laurent (vente en gros)
- 31290 Villefranche-de-Lauragais - Usine[3].
- 48140 Le Malzieu-Ville - route de Saint Alban (service commercial)
- 64140 Lons - 14 avenue Marcel Dassault (affinage et fabrication)
- 09200/09190 Saint-Girons/Saint-Lizier - En face du Intermarché, Pont du Baup (vente)